# ペトラリーア・ソプラーナ
ペトラリーア・ソプラーナ（イタリア語: Petralia Soprana; シチリア語: Pitralìa Suprana）は、イタリア共和国シチリア自治州パレルモ県にある、人口約3,200人の基礎自治体（コムーネ）。

## 地理

### 位置・広がり
パレルモ県東部のコムーネ。チェファルーから南南東へ28km、エンナから北北西へ30km、県都パレルモから東南東へ75kmの距離にある。

#### 隣接コムーネ
隣接するコムーネは以下の通り。
- アリメーナ
- ブルーフィ
- ボンピエトロ
- ガンジ
- ジェラーチ・シークロ
- ペトラリーア・ソッターナ

## 行政

### 分離集落
以下の分離集落（フラツィオーネ）がある。
- Acquamara, Borgo Aiello, Borgo Pala, Cipampini, Cozzo Bianco, Fasanò, Gioiotti, Gulini, Lodico, Lucia, Madonnuzza, Miranti, Pellizzara, Pianello, Pira, Raffo, San Giovanni, SS. Trinità, Sabatini, Saccù, Salaci, Salinella, Scarcini, Scarpella, Serra di Lio, Stretti, Verdi I e Verdi II, Villa Letizia,

## 文化・観光
「イタリアの最も美しい村」クラブ加盟コムーネである。